# Syrrusis notabilis
Syrrusis notabilis är en fjärilsart som beskrevs av Butler 1879. Syrrusis notabilis ingår i släktet Syrrusis och familjen nattflyn. Inga underarter finns listade i Catalogue of Life.